# Alexander Wallace Matheson

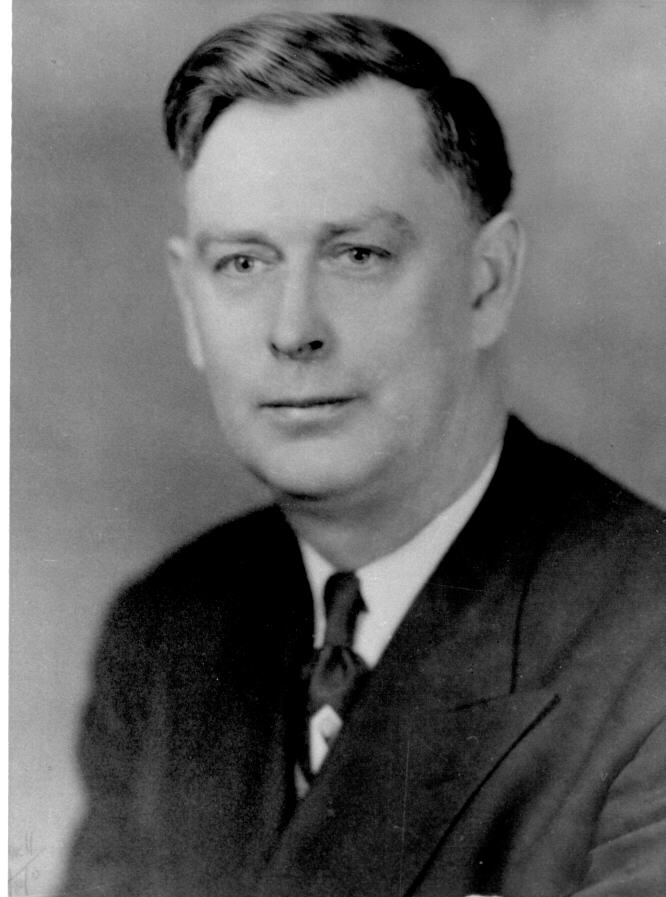
Alexander Wallace Matheson

Alexander Wallace Matheson (* 11. Juni 1903 in Bellevue, Prince Edward Island; † 3. März 1976 in Charlottetown, Prince Edward Island) war ein kanadischer Politiker der Prince Edward Island Liberal Party, der zwischen 1953 und 1959 Premierminister von Prince Edward Island war.

## Leben
Matheson, Sohn von Archibald A. Matheson and Margaret MacPherson, absolvierte seine schulische Ausbildung an der Grundschule sowie dem Prince of Wales College in Charlottetown. Danach war er vier Jahre lang als Lehrer an Schulen in Grandview und Valleyfield tätig. Im Anschluss absolvierte er eine damals übliche Ausbildung zum Rechtsanwalt in der Anwaltskanzlei MacKinnon & McNeill in Charlottetown und wurde im Juni 1933 selbst als Rechtsanwalt bei der Anwaltskammer der Prince Edward Island zugelassen. In der Folgezeit war er mehrere Jahre als Anwalt tätig.
Als Kandidat der Prince Edward Island Liberal Party wurde Matheson bei einer Nachwahl am 7. November 1940 im Wahlkreis 2nd Queens erstmals zum Mitglied der Legislativversammlung von Prince Edward Island gewählt, verlor sein Mandat jedoch zunächst bei der Wahl vom 15. September 1943. Während des Zweiten Weltkrieges diente er als Major in der Reserve-Artillerie in Charlottetown. Er war zwischen 1946 und 1947 als Clerk Direktor der Parlamentsverwaltung. Bei der darauf folgenden Wahl wurde er am 11. Dezember 1947 im Wahlkreis 4th Kings wieder zum Mitglied der Legislativversammlung gewählt sowie bei den Wahlen am 26. April 1951, 25. Mai 1955, 1. September 1959 und 10. Dezember 1962 wiedergewählt. Am 12. März 1948 wurde er von Premierminister John Walter Jones als Minister für Gesundheit und Wohlfahrt in dessen Kabinett berufen und bekleidete diesen Ministerposten bis 1953.
Nachdem Jones am 19. Mai 1953 von Premierminister Louis Saint-Laurent für die Liberale Partei Kanadas in den Senat von Kanada berufen wurde, bewarb sich Matheson für dessen Nachfolge als Premierminister und Vorsitzenden der Prince Edward Island Liberal Party. In einer parteiinternen Abstimmung konnte er sich gegen Walter Darby, Douglas MacKinnon, William Hughes und E. P. Cullen durchsetzen, so dass er am 25. Mai 1953 die Nachfolge von Jones als Premierminister und Parteivorsitzender antreten konnte. In seinem Kabinett übernahm er zugleich den Posten als Generaladvokat, Generalstaatsanwalt und Präsident des Exekutivrates und fungierte ferner zwischen 1956 und 1958 als Minister für Wohlfahrt und Arbeit. Seine Partei ging aus den Wahlen vom 25. Mai 1955 abermals als Sieger hervor und konnte 27 der 30 Mitglieder der Legislativversammlung stellen. Bei den Wahlen vom 1. September 1959 erlitt die Liberale Partei jedoch eine erhebliche Niederlage gegen die Prince Edward Island Progressive Conservative Party, die sich seit den Wahlen vom 23. Juli 1935 in Opposition befunden hatte. Während die Konservativen nunmehr 22 der 30 Parlamentarier stellen konnten, verfügten Mathesons Liberale nur noch über acht Sitze. Daraufhin wurde  Matheson am 16. September 1959 vom Vorsitzenden der Progressive Conservative Party, Walter Russell Shaw, als Premierminister abgelöst. 1958 wurde ihm von der University of New Brunswick  ein Ehrendoktor der Rechtswissenschaften verliehen. In seiner Amtszeit setzte er das bereits von seinem Vorgänger begonnene Programm zur Elektrifizierung ländlicher Gebiete fort. Während zu Beginn seiner Regierung nur die größeren Gemeinden über elektrische Versorgung verfügten, hatte die Elektrifizierung 1959 selbst die kleinsten Ortschaften erreicht.
Im September 1961 wollte er vom Amt des Vorsitzenden der Liberal Party und deren Fraktion (Liberal House Leader) zurücktreten, wurde aber mit einer großen Mehrheit der Mitglieder wiedergewählt. Im März 1965 legte er diese Ämter nieder und verzichtete auch auf sein Parlamentsmandat. Am 11. Dezember 1965 folgte ihm Alexander Bradshaw Campbell als Vorsitzender der Prince Edward Island Liberal Party. Danach war er zunächst wieder als Rechtsanwalt tätig, ehe er im März 1967 zum Bezirksrichter für den Bezirk Queens County ernannt wurde. Im März 1974 trat er aus gesundheitlichen Gründen von seinem Richteramt zurück.
Aus seiner am 25. August 1937 geschlossenen Ehe mit Helen B. Farquharson gingen die fünf Kinder Frances Janet, Ellen Margaret, James Alexander, Thomas Allan und Andrew hervor. Nach seinem Tode wurde er auf dem Sherwood Cemetery in Charlottetown beigesetzt.